# 아사돌라 라제바르디

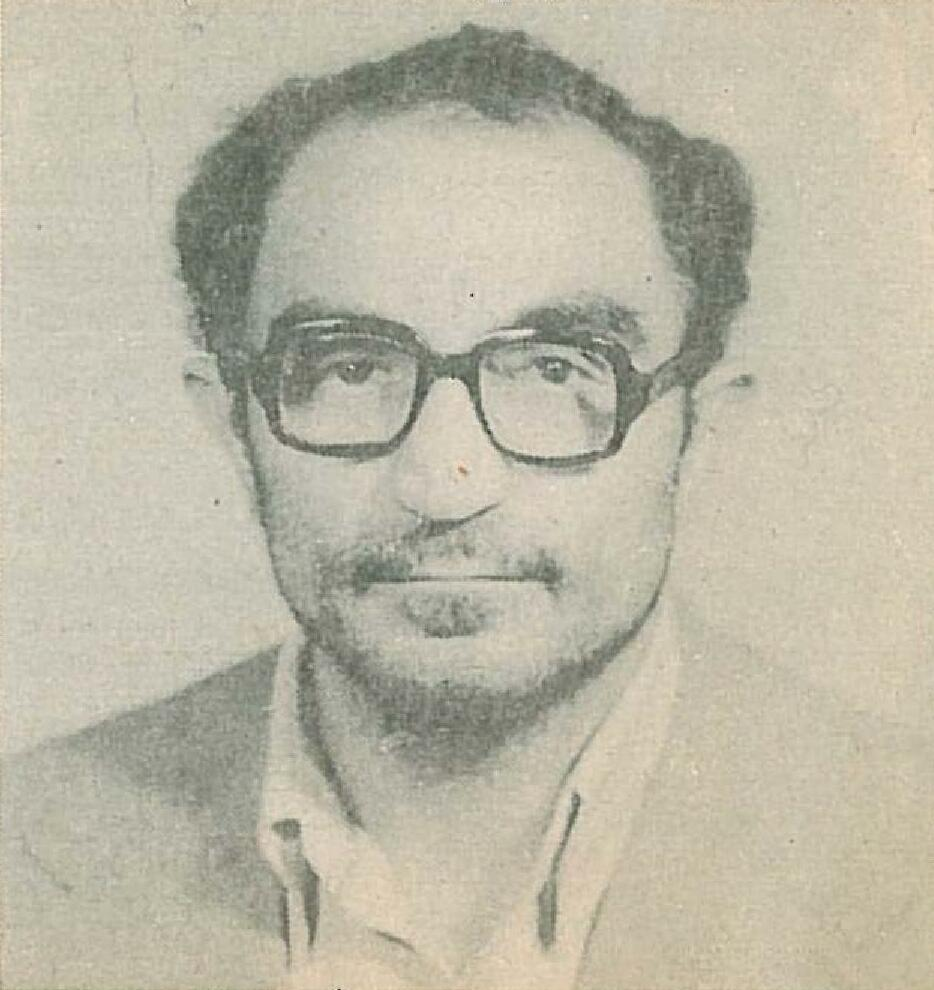

아사돌라 라제바르디(페르시아어: اسدالله لاجوردی Assadollah Ladjevardi, 1935년 ~ 1998년 8월 23일)는 이란의 정치인, 검사, 교도소장이다.
1935년 테헤란에서 태어났고, 신학을 공부한 뒤 시장판 포목상이 되었다. 라제바르디는 아야톨라 아볼가셈 카샤니의 이슬람 자기희생당의 추종자였다. 제정 시절 3건의 테러 혐의로 체포되어 유죄를 선고받았다. 1964년 하산 알리 만수르 총리 암살에 가담하여 18개월형을 선고받은 것이 첫 번째고, 1970년 엘알 이스라엘 항공 테헤란 지사를 폭파하려다 미수에 그치고 에빈 교도소에서 3년간 복역한 것이 두 번째다. 그 뒤 이란 인민무자헤딘기구 조직원으로 지목되어 18년형을 선고받았다. 라제바르디는 아야톨라 호메이니가 프랑스 파리에 망명하고 있을 때 호메이니를 만난 사람들 중 하나였다.
1979년, 이란 혁명으로 풀려난 라제바르디는 테헤란 검사장이 되었고, 1981년 6월 모하마드 카초이가 암살당하면서 그 후임으로 에빈 교도소장을 겸직했다. 교도소장으로서 라제바르디는 "하즈 나으리(Hajj Aqa)"라고 불리기를 좋아했고, 가족을 모두 에빈 교도소로 데리고 들어와 거기서 살았다. 1984년 교도소장에서 일시 해임되었으나 암살 시도를 방지하기 위해 계속 가족과 함께 교도소에서 지냈다. 1980년 9월 1일에는 모하마드 알리 라자이 내각의 상무장관으로 입각했다.
라제바르디는 이슬람 공화국 체제하에서 교도소를 "갱생소"이자 "이념학교"로 만들어 수감된 정치범들에게 이슬람주의 이념을 주입시켰다. 테헤란 한복판의 정치범 교도소인 에빈의 교도소장으로서 라제바르디는 자신의 손을 거쳐간 정치범들 중 95%가 스스로의 오류를 뉘우치고 이슬람 공화국을 찬양하게 만들었노라 자랑했다.
이란의 신정체제에 반대하는 정치범 수천 명을 고문하고 처형하여 "에빈의 도살자"라는 별명을 얻었다. 라제바르디의 책임 하에 처형된 정치범 수는 2500 명을 족히 넘는다고 한다. 노벨 평화상 수상자 시린 에바디는 회고록에서 1988년 메르사드 반란이 실패로 돌아간 뒤 불과 3개월 동안 이란 인민무자헤딘기구 당원 및 지지자 4000-5000명이 처형되었다(1988년 이란 정치범 처형)고 적고 있다.
또한 교도소 환경도 제정 시절보다 라제바르디가 교도소장일 때 더 열악해졌다. 혹자는 라제바르디 치하의 4개월이 사바크(SAVAK, 국가정보안보기구) 치하의 4년과도 같았다고 한다.
라제바르디는 자신이 저지른 정치범 대량학살의 10주기 되던 1998년 8월 23일, 이란 인민무자헤딘기구 요원에게 암살당했다. 이란 인민무자헤딘기구 요원들은 라제바르디가 은퇴한 뒤 테헤란 바자르에서 운영하던 양장점을 습격, 우지 기관단총을 난사해 라제바르디와 그 경호원을 사살했다. 라제바르디가 암살된 뒤 이란 인민무자헤딘기구 사령본부는 “악명높은 에빈의 도살자 아사돌라 라제바르디가 오늘 백주에 테헤란의 무자헤딘 저항조직에게 처단되었다”고 발표했다. 이란 인민무자헤딘기구는 동 성명서에서 라제바르디가 “수만 명의 정치범들을 처형하고, (중략) 수백 명의 여성들을 강간하고 죽였으며 (중략) 수감자를 그 부모, 남편, 아내, 자식 앞에 끌고 와 고문하는 것을 감옥의 상례로 만들고 (중략) 전국적 규모의 정치범 강제노역수용소를 계획하는 등 행위들에 직접적 책임”이 있으며, 은퇴한 뒤로도 테헤란 바자르의 양장점 등 여러 위장기관을 이용해 범죄행각을 계속했다고 그 죄상을 규정했다.